# Michael Gira
Michael Rolfe Gira (Los Angeles, 19 febbraio 1954) è un cantautore e polistrumentista statunitense.
Noto per essere stato fondatore e cantante prima degli Swans e poi degli Angels of Light, ha pubblicato una decina di album da solista.

## Biografia
Gira è nato a Los Angeles. Sua madre, Alice Shulte, viene dall'Iowa. Gira si è trasferito in Europa con suo padre, Robert Pierre Gira, dopo una breve permanenza a South Bend, nell'Indiana. Da adolescente ha fatto l'autostop in tutta Europa, ha vissuto in Israele per un anno e ha trascorso quattro mesi e mezzo in una prigione per adulti a Gerusalemme per aver venduto hashish. Ha compiuto 16 anni quando era in prigione. 
Ritornato in California, Gira ha lavorato in un panificio sul Redondo Beach Pier, ha completato il suo GED, è andato al college comunitario, poi ha frequentato l'Otis College of Art and Design di Los Angeles. Si è trasferito a New York nel 1979, dove ha suonato in un gruppo chiamato Circus Mort, prima di formare la band Swans. 
Inizialmente, l'attenzione di Swans era il ritmo grezzo e le trame abrasive, che di solito evitavano la melodia per il potere viscerale. Sono diventati famosi per il loro suono abrasivo sperimentale e post-industriale. Il loro successo commerciale era limitato, ma gli Swans guadagnarono un avviso critico e ebbe un devoto seguito.
La formazione e il suono della band si sono evoluti nel tempo e la loro musica è diventata un po' più convenzionale. Un deciso cambiamento nella musica degli Swans arrivò con l'inclusione della compagna di Gira, Jarboe, che aggiunse la sua voce eterea e sintetizzatori al gruppo nel 1985. Gira e Swans trascorsero i successivi dodici anni a pubblicare album in studio, dal vivo, e progetti secondari. La frustrazione di Gira con varie etichette discografiche è cresciuta nel tempo e ha sciolto gli Swans nel 1997. Tuttavia, nel 2010, Gira ha deciso di rianimare la band, con membri nuovi e vecchi. Hanno pubblicato un nuovo album intitolato My Father Will Guide to Up to Rope to the Sky. Un secondo album post-revival, The Seer, è uscito nel 2012. Un terzo, To Be Kind, è stato pubblicato nel 2014. Tutti e tre sono stati accolti con crescente consenso della critica. The Glowing Man, il quarto album dopo la reunion della band è stato rilasciato nel 2016. Nel 2019 viene pubblicato Leaving Meaning. Nel 2023 esce The Beggar, il progetto più recente degli Swans.

## Discografia

### Solista
- 1988 - Shame, Humility, Revenge (Product Inc.)
- 1995 - Drainland (Sub Rosa)
- 2000 - Somniloquist (Young God Records)
- 2001 - What We Did (Young God Records) (con Dan Matz)
- 2001 - Solo Recording at Home (Young God Records)
- 2002 - Living '02 (Young God Records)
- 2004 - I Am Singing To You From My Room (Young God Records)
- 2006 - Songs for a Dog (Lumberton Trading Co.)
- 2010 - I Am Not Insane (Young God Records)

Raccolte
- 1985 - A Diamond Hidden in the Mouth of a Corpse (Giorno Poetry Systems)

Live
- 1999 - Jarboe Emergency Medical Fund